# Discurso de despedida de Dwight D. Eisenhower

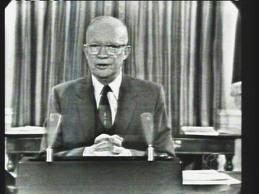
El presidente Dwight D. Eisenhower pronuncia su discurso de despedida.

El discurso de despedida de Dwight D. Eisenhower (a veces denominado Eisenhower's farewell address to the nation, «discurso de despedida de Eisenhower a la nación») fue el último discurso público de Dwight D. Eisenhower como el 34.º presidente de los Estados Unidos, pronunciado en una transmisión televisiva el 17 de enero de 1961. Quizás mejor conocido por defender que la nación debe protegerse contra la influencia potencial del complejo industrial-militar, un término que se le atribuye haber acuñado, el discurso también expresó preocupaciones sobre la planificación para el futuro y los peligros del gasto masivo, especialmente el gasto deficitario, la perspectiva de la dominación de la ciencia a través de la financiación federal y, a la inversa, la dominación de la política pública basada en la ciencia por lo que él llamó una «élite científico-tecnológica». Eisenhower jugó un papel importante en la creación de esta «élite» y su posición de poder, y por eso hay un elemento de ironía en su advertencia contra ella. Este discurso y el discurso de Eisenhower titulado A Chance for Peace («Una oportunidad para la paz») han sido llamados los «extremos del libro» de su administración.

## Antecedentes
Eisenhower sirvió como presidente durante dos mandatos completos, desde enero de 1953 hasta enero de 1961, y fue el primer presidente de Estados Unidos que hallaba sujeto a límites de mandato y no podía volver a ser elegido. Había supervisado un período de considerable expansión económica, incluso mientras se profundizaba la Guerra Fría. Tres de sus presupuestos nacionales habían sido equilibrados, pero las presiones sobre el gasto aumentaron. Las políticas de defensa de Eisenhower, basadas en una estrategia de alta tecnología, desempeñaron un papel importante en la expansión del tamaño de la industria de investigación de defensa. Las recientes elecciones presidenciales habían dado como resultado la elección de John F. Kennedy, y el presidente estadounidense de mayor edad en un siglo estaba a punto de entregar las riendas del poder al presidente electo más joven.

## El discurso
Ya en 1959, Eisenhower comenzó a trabajar con su hermano Milton y sus redactores de discursos, incluido su redactor principal Malcolm Moos, para desarrollar su declaración final al dejar la vida pública. Pasó por al menos 21 borradores. El discurso fue «un momento solemne en un momento decididamente poco solemne», advirtiendo a una nación «mareada por la prosperidad, enamorada de la juventud y el glamur, y aspirando cada vez más a la vida fácil».

As we peer into society's future, we – you and I, and our government – must avoid the impulse to live only for today, plundering for our own ease and convenience the precious resources of tomorrow. We cannot mortgage the material assets of our grandchildren without risking the loss also of their political and spiritual heritage. We want democracy to survive for all generations to come, not to become the insolvent phantom of tomorrow.
Al mirar hacia el futuro de la sociedad, nosotros –ustedes, yo y nuestro gobierno– debemos evitar el impulso de vivir sólo para el presente, saqueando para nuestra propia comodidad y conveniencia los preciosos recursos del mañana. No podemos hipotecar los bienes materiales de nuestros nietos sin correr el riesgo de perder también su herencia política y espiritual. Queremos que la democracia sobreviva para todas las generaciones venideras, no que se convierta en el fantasma insolvente del mañana.

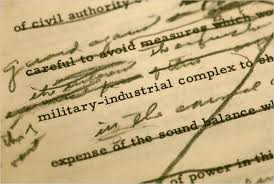
Un borrador del discurso de despedida, que muestra modificaciones manuscritas.

A pesar de su origen militar y de ser el único general elegido presidente en el siglo XX, advirtió a la nación sobre la influencia corruptora de lo que él describe como el «complejo industrial-militar».

Until the latest of our world conflicts, the United States had no armaments industry. American makers of plowshares could, with time and as required, make swords as well. But we can no longer risk emergency improvisation of national defense. We have been compelled to create a permanent armaments industry of vast proportions. Added to this, three and a half million men and women are directly engaged in the defense establishment. We annually spend on military security alone more than the net income of all United States corporations.
Now this conjunction of an immense military establishment and a large arms industry is new in the American experience. The total influence—economic, political, even spiritual—is felt in every city, every Statehouse, every office of the Federal government. We recognize the imperative need for this development. Yet, we must not fail to comprehend its grave implications. Our toil, resources, and livelihood are all involved. So is the very structure of our society.
In the councils of government, we must guard against the acquisition of unwarranted influence, whether sought or unsought, by the military-industrial complex. The potential for the disastrous rise of misplaced power exists and will persist. We must never let the weight of this combination endanger our liberties or democratic processes. We should take nothing for granted. Only an alert and knowledgeable citizenry can compel the proper meshing of the huge industrial and military machinery of defense with our peaceful methods and goals, so that security and liberty may prosper together.
Hasta el último de nuestros conflictos mundiales, Estados Unidos no tenía industria armamentística. Los fabricantes estadounidenses de rejas de arado podrían, con el tiempo y según fuera necesario, fabricar también espadas. Pero ya no podemos correr el riesgo de improvisar en caso de emergencia la defensa nacional. Nos hemos visto obligados a crear una industria armamentística permanente de enormes proporciones. A esto hay que añadir que tres millones y medio de hombres y mujeres trabajan directamente en el sector de la defensa. Anualmente gastamos sólo en seguridad militar más que el ingreso neto de todas las corporaciones de Estados Unidos.

Ahora bien, esta conjunción de un inmenso sector militar y una gran industria armamentística es nueva en la experiencia estadounidense. La influencia total —económica, política e incluso espiritual— se siente en cada ciudad, en cada capitolio estatal, en cada oficina del gobierno federal. Reconocemos la necesidad imperiosa de este desarrollo, pero no debemos dejar de comprender sus graves implicaciones. Nuestro trabajo, nuestros recursos y nuestro sustento están todos en juego. También lo está la estructura misma de nuestra sociedad.

En los consejos de gobierno, debemos cuidarnos de que el complejo industrial-militar no adquiera una influencia injustificada, ya sea que la busque o no. Existe y persistirá el potencial de un ascenso desastroso de un poder mal asignado. Nunca debemos permitir que el peso de esta combinación ponga en peligro nuestras libertades o nuestros procesos democráticos. No debemos dar nada por sentado. Sólo una ciudadanía alerta e informada puede obligar a que la enorme maquinaria industrial y militar de defensa se combine adecuadamente con nuestros métodos y objetivos pacíficos, de modo que la seguridad y la libertad puedan prosperar juntas.

### Élite científico-tecnológica
También expresó su preocupación concomitante por la corrupción del proceso científico como parte de esta centralización de la financiación en el gobierno federal, y viceversa:

Akin to, and largely responsible for the sweeping changes in our industrial-military posture, has been the technological revolution during recent decades.
In this revolution, research has become central, it also becomes more formalized, complex, and costly. A steadily increasing share is conducted for, by, or at the direction of, the Federal government.
...
The prospect of domination of the nation's scholars by Federal employment, project allocation, and the power of money is ever present and is gravely to be regarded.
Yet in holding scientific discovery in respect, as we should, we must also be alert to the equal and opposite danger that public policy could itself become the captive of a scientific-technological elite.
La revolución tecnológica de las últimas décadas ha sido similar a los cambios radicales que se han producido en nuestra postura industrial y militar, y en gran medida responsable de ellos.

En esta revolución, la investigación se ha vuelto central, pero también se ha vuelto más formal, compleja y costosa. Una parte cada vez mayor de ella se lleva a cabo para, por o bajo la dirección del gobierno federal.
...
La perspectiva de que los académicos del país sean dominados por el empleo federal, la asignación de proyectos y el poder del dinero está siempre presente y debe considerarse seriamente.

Sin embargo, al respetar los descubrimientos científicos, como deberíamos, también debemos estar alerta ante el peligro igual y opuesto de que la política pública pueda convertirse en cautiva de una élite científico-tecnológica.

## Legado
Aunque fue mucho más amplio, el discurso de Eisenhower se recuerda principalmente por su referencia al complejo industrial-militar. La frase ganó aceptación durante la era de la guerra de Vietnam y los comentaristas del siglo XXI han expresado la opinión de que varios de los temores planteados en su discurso se han hecho realidad. El discurso fue representado en la apertura de la película JFK de 1991.
En 2025, el presidente Joe Biden invocó la expresión «complejo industrial-militar» del discurso de Eisehower en su propio discurso de despedida, diciendo que estaba «preocupado por el posible surgimiento de un complejo industrial-tecnológico que podría plantear peligros reales para nuestro país».